# Krzyż Nowohucki

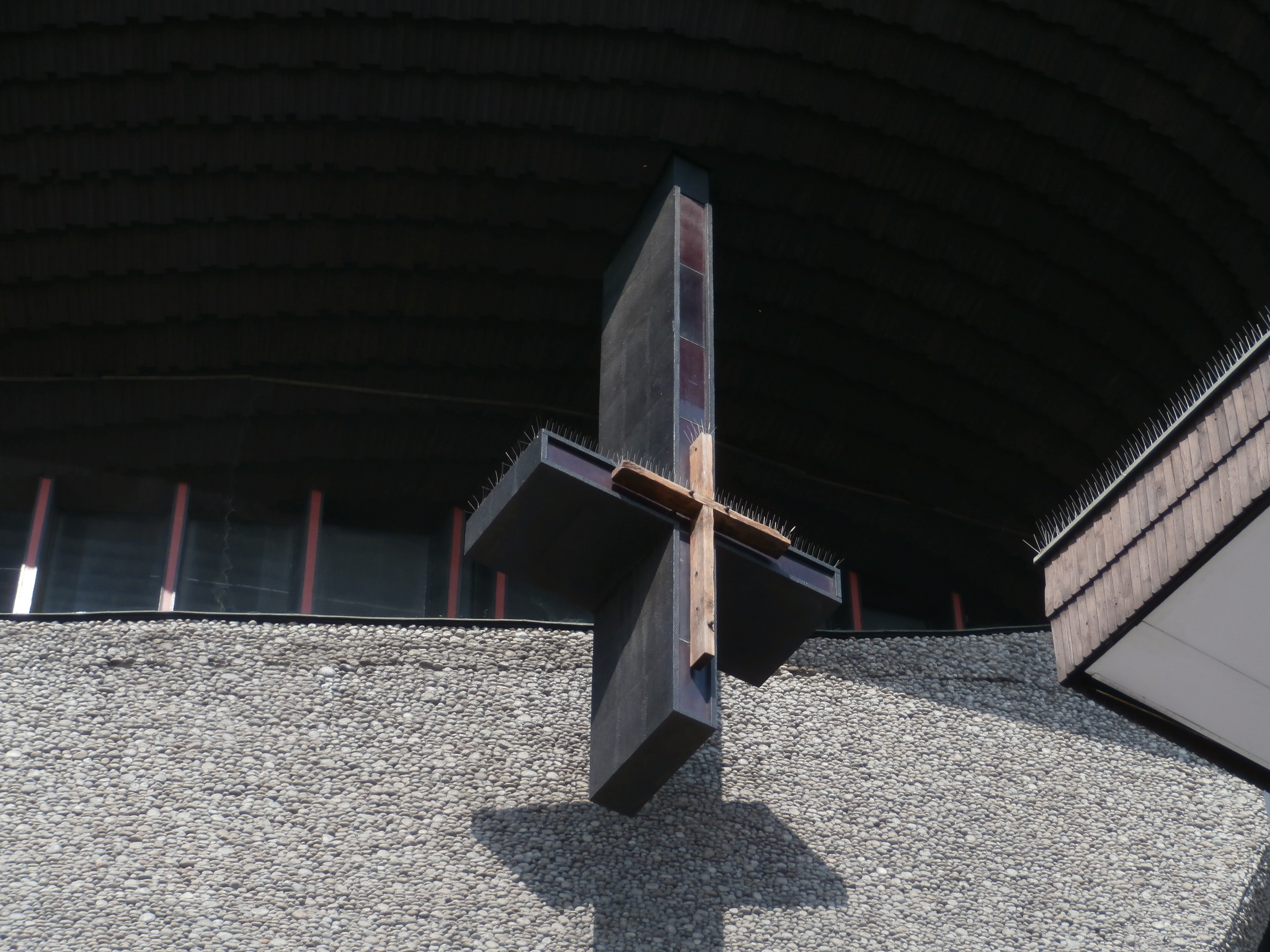
Pierwszy Krzyż na kotwicy Arki

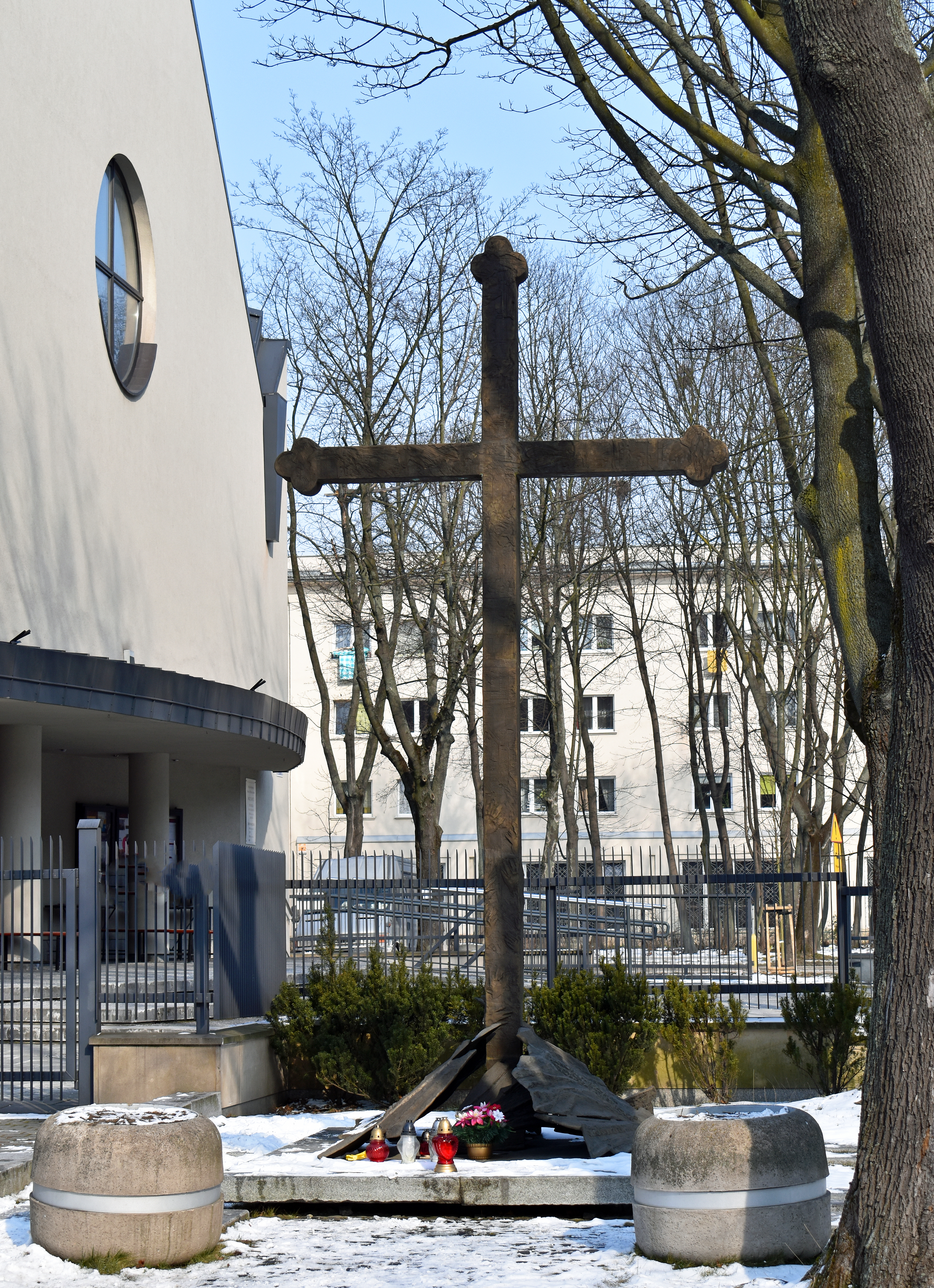
Pomnik Krzyża Nowohuckiego (czwarty krzyż)

Krzyż Nowohucki – łaciński krzyż znajdujący się na osiedlu Teatralnym, był przez wiele lat jednym z najbardziej rozpoznawanych symboli Nowej Huty.
Drewniany krzyż umieszczono 17 marca 1957 roku na placu, gdzie miał stanąć pierwszy w Nowej Hucie kościół, przewidziany zresztą w planach budowy nowego miasta. Miejsce u zbiegu ówczesnych ulic Marksa i Majakowskiego poświęcił administrator apostolski diecezji krakowskiej, biskup Eugeniusz Baziak. Komunistyczne władze nie dotrzymały jednak obietnicy budowy kościoła i postanowiły zbudować na tym miejscu szkołę. Cofnięto pozwolenie, a krzyż polecono usunąć. W dniu 27 kwietnia 1960 r. koparki wjechały na plac, by wykopać krzyż. Doszło do rozruchów i walk między milicją a mieszkańcami, którzy wystąpili w obronie krzyża. Dzięki postawie nowohucian krzyż pozostał na swoim miejscu. Wybudowano obok szkołę, a kościół w tym miejscu powstał dopiero w 2001 roku.
Dzięki staraniom ówczesnego metropolity krakowskiego kard. Karola Wojtyły do rozpoczęcia budowy pierwszego nowohuckiego kościoła doszło w październiku 1967 r., była to Arka Pana, lecz już w innym miejscu, kilkaset metrów dalej.
Drewniany krzyż niszczał, wymieniono go na metalowy (drugi), a ten znowu na drewniany (trzeci), który dzisiaj stoi w innym miejscu.
Obecnie na tym miejscu przy kościele Najświętszego Serca Pana Jezusa stoi Pomnik Krzyża Nowohuckiego. Został on odsłonięty i poświęcony w sobotę 10 listopada 2007. Zaprojektował go Stefan Dousa. Wykonany jest z brązu i ma 4,85 m wysokości. Są na nim ważne słowa z homilii Jana Pawła II, którą wygłosił w 1979 roku w Mogile „Od krzyża w Nowej Hucie zaczęła się nowa ewangelizacja, ewangelizacja nowego milenium”. Są też wykute w brązie ręce. Jak mówił kardynał Stanisław Dziwisz, to dłonie tych którzy Krzyża nigdy oddać nie chcieli.
Sam krzyż (trzeci) został przeniesiony i stoi obecnie przy północno-wschodniej ścianie kościoła, od strony os. Górali, zaś oryginalny (pierwszy) krzyż umieszczony został na kotwicy kościoła Arki Pana od strony ołtarza polowego (miejsca zamieszek).